# Mephisto (film 1981)
Mephisto è un film del 1981 diretto da István Szabó, tratto dall'omonimo romanzo di Klaus Mann, a sua volta ispirato alla figura dell'attore e regista teatrale e cinematografico Gustaf Gründgens, amico e poi cognato dello stesso Mann, che, a seguito dell'ascesa al potere dei nazisti, abbandonando i suoi giovanili ideali di sinistra, abbracciò opportunisticamente l'ideologia del neonato regime, in modo tale d'accattivarsene le simpatie e ricavarne dunque ragguardevoli vantaggi lavorativi, oltreché personali.
Presentato in concorso alla 34ª edizione del Festival di Cannes, vinse il premio per la miglior sceneggiatura e il Premio FIPRESCI. L'anno successivo, vinse il Premio Oscar per il miglior film straniero.

## Riconoscimenti
- 1982 - Premio Oscar
  - Miglior film straniero (Ungheria)
- 1981 - Festival di Cannes
  - Miglior sceneggiatura a István Szabó
  - Premio FIPRESCI a István Szabó
  - Nomination Palma d'oro a István Szabó
- 1982 - National Board of Review Awards
  - Miglior film straniero (Ungheria)
- 1982 - David di Donatello
  - Miglior film straniero
  - Miglior attore straniero a Klaus Maria Brandauer
- 1982 - Efebo d'oro